# Proložac
Proložac község Horvátországban Split-Dalmácia megyében.

## Fekvése
Splittől légvonalban 58, közúton 86 km-re keletre, Makarskától légvonalban 22, közúton 36 km-re északkeletre, a Dalmát Zagora területén, Imotska krajina északnyugati részén fekszik. Nyugati és déli részét az Imotski-mező, északi és keleti részét egy dombos fennsík képezi. Nevét arról a szurdokról kapta, melyet a Suvaja nevű záporpatak vájt a talajba és amely elválasztja Proložacot a szomszédos Postranjétól.

## A község települései
Közigazgatásilag Donji Proložac, Gornji Proložac, Postranje, Ričice és Šumet települések tartoznak hozzá.

## Története
A kitűnő letelepedési feltételek, a kedvező éghajlat, a kiterjedt termékeny terület és a nagy vízkészlet már a történelem előtti időben elősegítette az ember letelepedését. A térség első ismert népe az illírek voltak. Róluk mesélnek az ókorból fennmaradt halomsírok és várak maradványai. Az illír háborúk végeztével az 1. század elején e terület is Dalmácia római tartomány része lett. A békésebb idők gazdasági felvirágzást hoztak e vidék számára is, mely elsősorban az utak megépítésében mutatkozott meg. Ezek közül néhány ma is használatban van. A római korban építették azt a hidat is, amelynek maradványaira a község egyik jelképe a Šarampov-híd épült. A római jelenlétet az e vidéken előkerült számos régészeti lelet (pénzek, ékszerek, használati eszközök, fegyverek) is igazolja, melyek közül kiemelkedik egy Diana istennő alakjával díszített 2. századi dombormű, Ceresnek szentelt felirat és egy Fortuna szobor. A kereszténység korai jelenlétét bizonyítja a temető területén 1997-ben feltárt 5. századi háromhajós ókeresztény bazilika maradványa. Alapjain később egyhajós ószláv templom épült, melyből növényi ornamentika díszítés maradványai, szarkofág és ószláv sírok maradtak fenn. A horvátok ősei a 7. században vándoroltak be erre a vidékre. A bencés atyák Opačacnál a Vrljika-folyó forrásánál építették fel kolostorukat, innen végezték a térség lakóinak keresztény hitre térítését. A 14. századtól a hívek lelki gondozását a ferencesek vették át, akik az elpusztult kolostort újjáépítették. Proložac első írásos említése 1444-ből Stjepan Vukčić Kosača bosnyák herceg okleveléből származik. A török 1463-ban meghódította a közeli Boszniát, majd néhány évvel később már ez a terület is uralmuk alá került. Az 1699-es karlócai béke török kézen hagyta. Végleges felszabadulása csak az újabb velencei-török háborút lezáró pozsareváci békével 1718-ban történt meg. Ezután a Velencei Köztársaság fennhatósága alá tartozott. Prolažac a felszabadulás után önálló plébánia székhelye lett, később belőle vált ki a ričicei és a lokvićici plébánia. A 17. században épített Szent Mihály templomot 1753-ban bővítették. (1897-ben az új templom építése előtt bontották le.) A községnek 1857-ben 3051, 1910-ben 4756 lakosa volt. 1918-ban az új szerb-horvát-szlovén állam, majd később Jugoszlávia része lett. A háború után a szocialista Jugoszláviához került. A lakosság elvándorlása az 1970-es évektől vette kezdetét. 1991 óta a független Horvátországhoz tartozik. Az 1990-es évek óta lakossága folyamatosan csökkent. 2011-ben a településnek 3802 lakosa volt.

## Lakosság
| Lakosság változása | Lakosság változása | Lakosság változása | Lakosság változása | Lakosság változása | Lakosság változása | Lakosság változása | Lakosság változása | Lakosság változása | Lakosság változása | Lakosság változása | Lakosság változása | Lakosság változása | Lakosság változása | Lakosság változása | Lakosság változása |
| ------------------ | ------------------ | ------------------ | ------------------ | ------------------ | ------------------ | ------------------ | ------------------ | ------------------ | ------------------ | ------------------ | ------------------ | ------------------ | ------------------ | ------------------ | ------------------ |
| 1857               | 1869               | 1880               | 1890               | 1900               | 1910               | 1921               | 1931               | 1948               | 1953               | 1961               | 1971               | 1981               | 1991               | 2001               | 2011               |
| 3.051              | 3.246              | 3.159              | 3.598              | 3.991              | 4.756              | 5.052              | 5.610              | 6.006              | 5.749              | 6.026              | 6.497              | 5.642              | 4.801              | 4.510              | 3.802              |

## Nevezetességei
- A Šaramp hídját (Šarampov most) mai formájában1900 körül építették a török korban épített híd alapjaira, amely viszont egy ókori római híd maradványaira épült. Nevét Šaramp bégről kapta, aki a híd keleti oldalán, a Suvaja melletti török erődben élt. Ezt a területet a helyiek „Krvava njivának” azaz véres földnek nevezik, mivel a hagyomány szerint itt csalta tőrbe és mészárolta le békét ajánlva a török az elnyomása ellen felkelt keresztény lakosságot.
- Szent Mihály főangyal tiszteletére szentelt plébániatemploma 1897 és 1901 között épült C. Iveković tervei szerint faragott kövekből neoromán stílusban. Háromhajós épület, homlokzatán a kapuzattal, felette nagy félköríves ablakkal, az oromzaton Szent Mihály szobrával. Az északi oldalon áll a 31 méter magas harangtorony, benne négy haranggal. A harangtornyot 1999-ben felújították. A márvány főoltárt 1904-ben építették Marino és Pietro Betizza spliti műhelyében. A tabernákulum felett ezüst kereszt, két oldalán Szent Cirill és Metód szobrai állnak. Az északi oldalhajóban álló Szűz Mária oltár a régi plébániatemplomból került át ide. A déli hajó két, fából készült oltárát a 20. század végén kőre cserélték. Az épületet többször, így 1964-ben, 1978-ban, 1982 és 1998 között is renoválták. A templomudvart 1904-ben kőfallal vették körül, ebben helyezték el Mate Gnječ atya mellszobrát. A templomudvar déli oldalán temető található, a benne álló temetőkápolna 1912-ben épült, ma kiállítóterem működik benne. 1986 és 1998 között a templom melletti temetőben régészeti feltárások folytak, ezek során számos ókori és történelem előtti lelet került elő. A leletek közül a legjelentősebb egy Mithrász-oltár, melynek egyik oldalán a bikán ülő Mithrász, a másikon pedig Mithrász lakomájának ábrázolása látható.
- A durmiševaci Mária mennybevétele templom 1873-ban épült a valamivel régebbi kápolna helyén. Egyhajós kőépület homlokzata felett pengefalú harangtoronnyal, melyben három harang fér el. A dongaboltozatos apszisban található a régi, fából faragott oltár a Szűzanya képével, mely a sinji Mária-kegykép valamivel kisebb másolata. Az épületet többször is renoválták, utoljára 1995 és 1999 között. Az új templom és a régi romjai között a Vrljika mellett egy Lučica nevű nagy rét található évszázados fákkal. A területet fallal kerítették körül és oltár építettek benne, ahol Szűz Mária tiszteletére tartanak miséket, melyre az egész Imotska krajina területéről számos hívő gyűlik össze. 1995-ben ezen a területen Eda Šegvić tervei szerint nyitott bazilikát létesítettek, melyet a nép Zöld katedrálisnak nevez.
- Az Opačac nevű régészeti lelőhelyen a Vrljika közelében található a Szűz Mária templom, melyet 1719-ben építettek a 14. századi, valamivel nagyobb templom helyén. Az egyhajós épület homlokzata sajnos leomlott, de ismert, hogy a bejárat felett rózsaablak, felül pedig harangtorony díszítette. Romos az északi és a keleti fal is. A mellékbejárat déli falon át vezet, melyet felül gótikus kereszt díszít. Valószínűleg egy középkori sírkő részét képezte. Ugyanezen a falon két alacsony, négyszögletes ablak között lőrésszerű nyílás látható. Közelében feltárták a 14. századi kolostortemplom, valamint egy másik épület északi alapfalait, melyet az egykori kolostor falának tartanak. A templom közvetlen közelében és belső terében nagy számú sír került elő, melyek legtöbbje a 16. és 17. századra keltezhető. Ez az az időszak, amikor az épület nem töltötte be eredeti szakrális funkcióját. Opačac ma is a Nagyboldogasszony napi zarándoklatok kedvelt célpontja, ahol évente több ezer zarándok gyűlik össze.
- Ferences kolostor maradványai a Prološko blato Manastir nevű kis szigetén. A ferencesek a 15. század közepén a Vrljika forrása melletti kolostorukból a török veszély hatására menekültek ide, ahol felépítették kolostorukat. A kolostorban a korabeli források szerint iskola, könyvtár és levéltár is volt. A török veszély elmúltával a 18. században elhagyták a nehezen megközelíthető helyet és az épületek elpusztultak.
- Badnjevica török kori várának maradványai a Suvaja partján.
- Češljarova glavica, Kokića glavica, Strinićeva glavica régészeti lelőhelyei.
- A Dva oka egy kettős tó, mely tulajdonképpen két kerek tóból áll, melyeket egy szűk csatorna köt össze. A Vrljika öt forrástavának egyike, mely sohasem szárad ki. Az északi tó 42 méter átmérőjű és 12 méter mély, a déli tó 44 méter átmérőjű és 6 méter mély. A tóhoz legenda is fűződik, mely Emir bégről és egy szerencsétlen fiatal apácáról szól.